# Tryptyk rzymski (film)
Tryptyk rzymski – polski film animowany w reżyserii Marka Luzara z 2007 r. Obraz jest nie tylko ilustracją poematu Jana Pawła II pod tym samym tytułem, ale autorskim spojrzeniem na myśl teologiczną, filozoficzną i literacką Karola Wojtyły.
Narratorem filmu był Krzysztof Kolberger.